# Коракуэн (арена)
Зал Коракуэн (яп. 後楽園ホール Ко̄ракуэн Хо̄ру) — спортивная арена в Бункё, Токио, Япония, на которой проходят поединки смешанных единоборств, бокса и пуроресу. Эта арена является частью развлекательного комплекса Tokyo Dome City, и рассчитана на 2000 мест. Она была открыта 16 апреля 1962 года, а уже через два года на ней проходили матчи по боксу, входящие в программу Летних Олимпийских игр. В 2011 году произошло землетрясение, в результате которого арена сильно пострадала и была закрыта на ремонтные работы. В настоящее время в ней снова проходят самые значимые соревнования по различным видам единоборств.

## Упоминания в культуре
- По сюжету манги/аниме Ashita no Joe, много боксерских поединков проходят именно на этой арене.
- Кроме того, несколько поединков манги/аниме Hajime no Ippo также прошли на данной арене.
- Большая часть поединков в манге/аниме Боец Баки была проведена на этой арене.